# DinoPark Praha

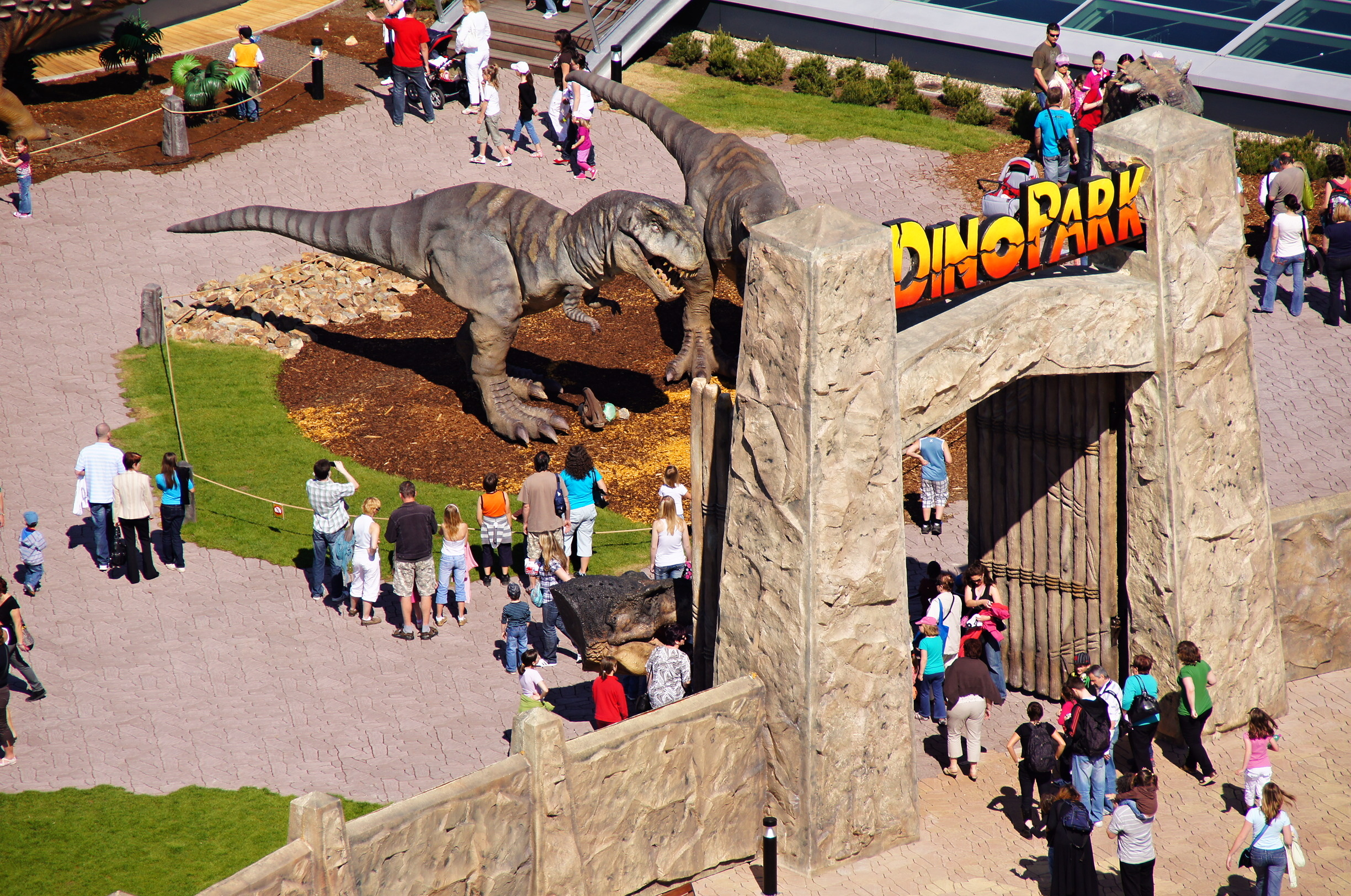
DinoPark Praha

DinoPark Praha je zábavní a vzdělávací atrakce nacházející se na střeše obchodního centra Galerie Harfa v Praze poblíž O2 arény.

## Obsah DinoParku
K vidění jsou zde desítky prehistorických modelů druhohory zvířat (statických i robotických) doprovázených zvukovými efekty.
V centrální části DinoParku Praha se nachází 30 metrů dlouhý a 5 metrů vysoký pohyblivý model Diplodoca. Jedná se o robotický model s pohybem krku, čelistí, hlavy, ocasu a dýcháním. Jeho senzorové čidlo vnímá návštěvníka a na jeho pohyb spustí mrkání očima. 
Součástí DinoParku je i Dětské paleontologické hřiště, naučná stezka nebo virtuální ponorka. V pavilonu Cesta do minulosti Země se nachází artefakty datované již od starohor. K vidění je zde např. třetihorní škorpion, otisk křídel pravěkých vážek, fosilie přesliček nalezených v Česku, imitace autentického paleontologického výkopu a mnoho dalších zajímavostí. Pavilon vznikl ve spolupráci se Západočeským muzeem v Plzni a vedoucím jeho paleontologického oddělení, RNDr. Josefem Pšeničkou, PhD. 
V DinoParku je také umístěná živá „druhohorní“ rostlina Wollemia nobilis. Tento druh pravěké borovice se vyskytoval na Zemi již před 175 mil. lety a byl znovu objeven teprve v roce 1994. Jde o botanický unikát.
Ve 4D kině je v celodenní smyčce promítán speciálně natočený panoramatický film. 